# Ama (Aichi)
Ama (jap. あま市 Ama-shi) – miasto w Japonii, w środkowej części wyspy Honsiu, w prefekturze Aichi, na zachód od Nagoi.
Miasto powstało 22 marca 2010 roku przez połączenie miasteczek Jimokuji, Miwa i Shippō (z powiatu Ama).

## Położenie
Miasto leży w zachodniej części prefektury, graniczy z:
- Aisai
- Inazawa
- Kiyosu
- Nagoja
- Tsushima

## Populacja
Zmiany w populacji Ama (wcześniej Jimokuji, Miwa, Shippō) w latach 1970–2015:
| Rok  | Populacja |
| ---- | --------- |
| 1970 | 48 854    |
| 1975 | 63 687    |
| 1980 | 70 190    |
| 1985 | 73 132    |
| 1990 | 76 659    |
| 1995 | 78 678    |
| 2000 | 82 321    |
| 2005 | 85 307    |
| 2010 | 86 608    |
| 2015 | 86 904    |